# 池田純矢
池田 纯矢（日语：／ Ikeda Junya，1992年10月27日—）是一位日本的男演员以及模特兒，本名下垣内純（日语：／ Shimogaito Jun），曾经最初使用藝名“池田纯”（日语：／ Ikeda Jun）的名义发表作品。到了2011年6月，他在特摄作品《海賊战队豪快者》之中，他的角色为「伊狩铠／豪快银」。
2023年10月26日，池田纯矢因参与特殊欺诈而被捕。同月30日，所属事务所BāRU考虑到“特殊欺诈案的严重性”，已於在當月27日宣佈解除合约。同時《破滅的王國》製作方亦發佈聲明宣布奥茨·葛贾斯的配音演員將會進行更換。

## 出演

### 电视剧
池田纯名义
- 我们的教科书（2007年）
- 花样少年少女（2007年） - 上新庄树
- 齐藤太太（2008年）
- Cafe吉祥寺で（2008年） - 一之宫纯
- 14岁（2009年）
- 妇产科的女医生 第1話（2009年）
- サイン 第1・3話（2011年）

池田纯矢名义
- 海賊战队豪快者（2011年） - 伊狩铠／豪快银
- 牙狼＜GARO＞～照亮黑暗的人～（2013年） - 蛇崩猛竜／炎刃騎士ゼン
- 動物戰隊獸王者（2016年） - 伊狩铠／豪快银（客串）

### 电影
池田纯名义
- 跳水男孩（2008年）
- ランディーズ（2009年）
- 犬の首輪とコロッケと（2011年）
- ガクドリ（2011年）
- 真人电影版忍者乱太郎（2011年） - 潮江文次郎

池田纯矢名义
- 海贼战队豪快者 The Movie 飞天幽灵船（2011年） - 伊狩铠／豪快银
- 海贼战队豪快者 VS 宇宙刑事卡邦 The Movie（2012年） - 伊狩铠／豪快银
- 假面骑士x超级战队 超级英雄大战（2012年） - 伊狩铠／豪快银
- 特命战队Go Busters VS 海贼战队豪快者 THE MOVIE（2013年） - 伊狩铠／豪快银
- 假面騎士×超級戰隊×宇宙刑事 超級英雄大戰Z（2013年） - 伊狩铠／豪快银
- 人狼游戏 LOVERS（2017年） - 吉原虎之介
- 牙狼-GARO- 神ノ牙-KAMINOKIBA-（2018年1月6日、東北新社） - 飾演 蛇崩猛竜

### 電視動畫
池田純矢名義
2013年
- 銀河機攻隊 莊嚴皇子（駿河中）

2016年
- 一課一練（JUN、C型學生）

2018年
- 愛在雨過天晴時（吉澤高志）

2019年
- 偶像夢幻祭 （天滿光）

2022年
- 自稱賢者弟子的賢者（凱洛斯）

2023年
- TRIGUN STAMPEDE（奈布茲[3]）
- 破滅的王國（奧茨（初代））

### 劇場版動畫
池田純矢名義
2015年
- 數碼暴龍大冒險tri. 第一章「再會」（城戶丈）

2016年
- 數碼暴龍大冒險tri. 第二章「決意」、第三章「告白」（城戶丈）
- 劇場版 莊嚴皇子 覺醒的遺傳因子（駿河中）

2017年
- 數碼暴龍大冒險tri. 第四章「喪失」、第五章「共生」（城戶丈）

2018年
- 數碼暴龍大冒險tri. 第六章「我們的未來」（城戶丈）

2020年
- 數碼寶貝 LAST EVOLUTION 絆（城戶丈）

### 遊戲
- 偶像夢幻祭（天滿光）
- 偶像夢幻祭2（天滿光）（初代）

### 舞台劇
- 音樂劇薄櫻鬼～沖田總司篇(2013年) - 藤堂平助
- 音樂劇薄櫻鬼～土方歲三篇(2013年) - 藤堂平助
- 音樂劇薄櫻鬼 HAKU-MYU LIVE(2014年) - 藤堂平助
- 音樂劇薄櫻鬼～風間千景篇(2014年) - 藤堂平助
- 音樂劇薄櫻鬼～藤堂平助篇(2015年) - 藤堂平助